# 蒂卢瓦莱康布雷
蒂卢瓦莱康布雷（法語：Tilloy-lez-Cambrai，意为“康布雷附近的蒂卢瓦”）是法国上法兰西大区诺尔省的一个市镇，位于该省东南部，属于康布雷区。该市镇2009年时的人口为590人。

## 人口
蒂卢瓦莱康布雷人口变化图示
| 数据来源：INSEE |